# تجنب الموت في الولادة
تجنب الموت في الولادة هو حدث تقترب فيه المرأة الحامل من الموت، ولكنها لا تموت وهي «نادرة الحدوث». تقليديا، كان تحليل وفيات الأمهات معيار الاختيار لتقييم صحة المرأة وجودة الرعاية التوليدية. ونظرًا لنجاح الطب الحديث، أصبحت هذه الوفيات نادرة جدًا في البلدان المتقدمة  مما أدى إلى زيادة الاهتمام بتحليل ما يسمى بالأحداث «القريبة من الموت».